# Sigel (Illinois)
Pour les articles homonymes, voir Sigel.
Sigel est une petite ville située au sud-ouest du comté de Shelby dans l'Illinois aux États-Unis. Elle est incorporée le 7 mars 1867.

## Démographie
Lors du recensement de 2010, la ville comptait une population de 373 habitants. Elle est estimée, en 2016, à 361 habitants.

## Source de la traduction
- (en) Cet article est partiellement ou en totalité issu de l’article de Wikipédia en anglais intitulé « Sigel, Illinois » (voir la liste des auteurs).